# اپروسارتان
اپروسارتان (Eprosartan) یک آنتاگونیست گیرنده آنژیوتانسین II است که برای درمان فشارخون بالا استفاده می شود. این دارو با نام های تجاری توتن (Teveten) و اپروزار (Eprozar) در بازار موجود است. فرم ترکیبی این دارو با هیدروکلرتیازید نیز وجود دارد که با نام های Teveten HCT و Teveten Plus به فروش می رسد. این دارو به دو طریق بر روی سیستم رنین-آنژیوتانسین اثر گذاشته و باعث کاهش مقاومت محیطی می شود. نخست با مهار اتصال آنژیوتانسین II به گیرنده های AT1 که در عضله صاف رگ ها قرار دارند و این مسئله باعث گشاد شدن رگ ها می شود. همچنین با مهار ساخت نوراپی نفرین باعث کاهش بیشتر فشارخون می شود. همانند دیگر داروهای آنتاگونیست گیرنده آنژیوتانسین II , اپروسارتان نیز بهتر از انالاپریل (یک داروی مهارکننده آنزیم مبدل آنژیوتانسین) تحمل می شود که این مسئله در سالمندان چشمگیرتر است.